# أفراهام تافيف
أفراهام تافيف (بالعبرية: אברהם טביב) (مواليد 1889 - وفيات 20 أبريل 1950) سياسي إسرائيلي يمني المولد.